# Dirty (récit)
Pour les articles homonymes, voir Dirty.
Dirty est un récit de Georges Bataille (écrit en 1928 ou 1929), publié en 1945 dans la collection « L'Âge d'or », dirigée par Henri Parisot, éditions Fontaine, avec une couverture de Mario Prassinos. Dirty serait un reste du roman détruit, « assez littérature de fou », intitulé W.-C. (écrit en 1925 ou 1926), dont Bataille fait mention dans Le Petit, publié en 1943 sous le pseudonyme de Louis Trente (s.e., Georges Hugnet, édition dite de 1934 ; réédition Jean-Jacques Pauvert, 1963). C'est aussi le surnom, « abréviation provocante » de Dorothea, femme aimée par Henri Troppmann, le narrateur et protagoniste de son roman Le Bleu du ciel (achevé en 1935), publié aux éditions Jean-Jacques Pauvert en 1957.